# (18282) Ил
(18282) Ил (лат. Ilos, др.-греч. Ἶλος) — троянский астероид Юпитера, двигающийся в точке Лагранжа L5, в 60° позади планеты. Астероид был открыт 16 октября 1977 года голландскими астрономами К. Й. ван Хаутеном, И. ван Хаутен-Груневельд и Томом Герельсом в Паломарской обсерватории и назван в честь Ила, сына Троса.

Орбита астероида Ил и его положение в Солнечной системе